# Robigeux
Robigeux is een gehucht in de  Franse gemeente Willems in het Noorderdepartement.
Het gehucht ligt in het noordwesten van de gemeente, ruim een kilometer ten noordwesten van het dorpscentrum van Willems, nabij de grens met buurgemeente Sailly-lez-Lannoy.

## Geschiedenis
De 18de-eeuwse Cassinikaart toont hier de plaatsnaam Roubigeux. De 19de-eeuwse Carte de l'état-major geeft het gehucht weer met de naam Robigeux.

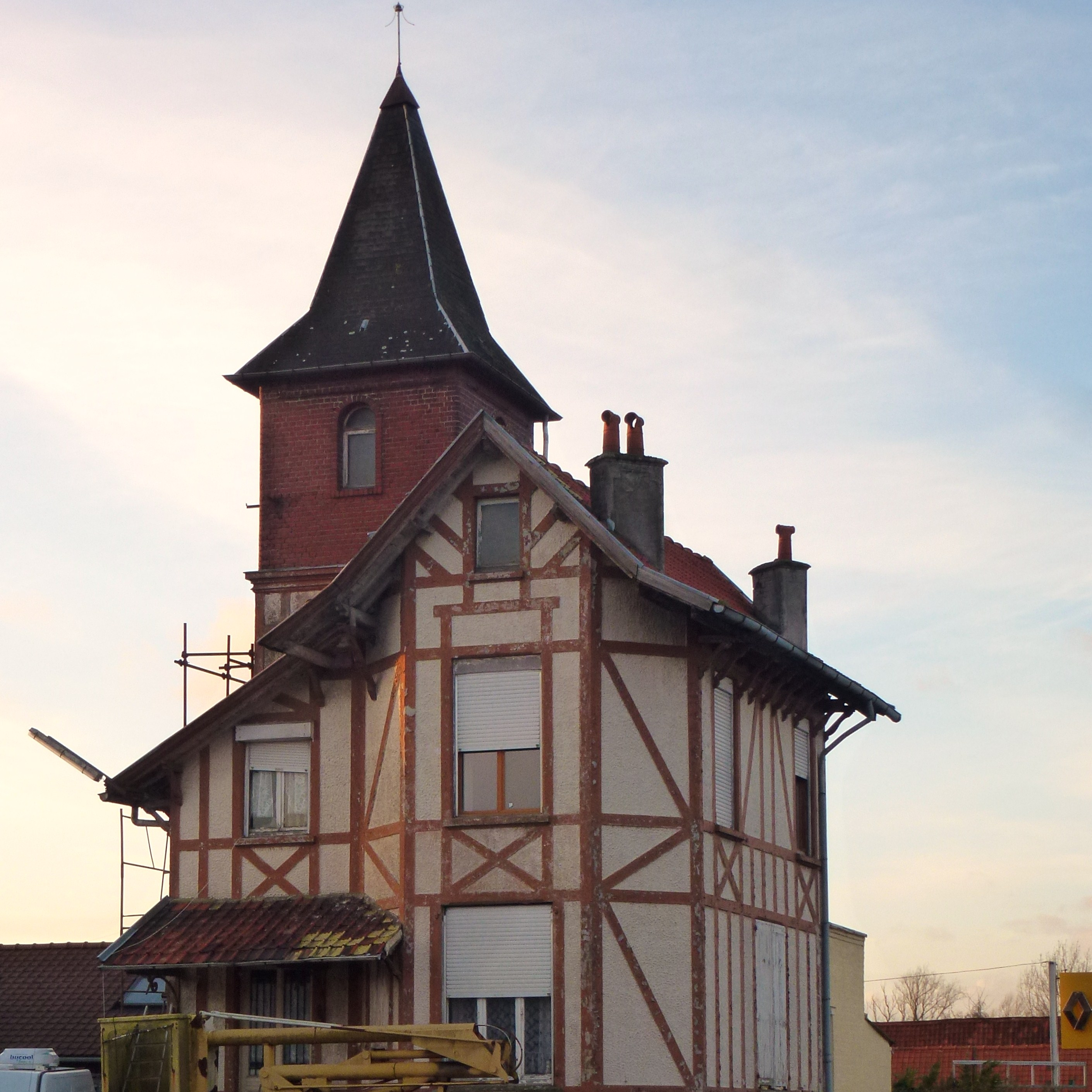
Châlet du Robigeux, woning bij voormalige drankenfrabriek

In Robigeux bevindt zich een bron en in het begin van de 20ste begon Henry Dubocquet er met het bottelen en verkopen van het bronwater. De exploitatie begon in 1901 en de capaciteit zou na verloop van tijd uitgroeien tot een productie van 26 miljoen liter per jaar. In de Eerste Wereldoorlog werd Dubocquet gemobiliseerd en tijdens die periode namen de Duitsers de productie over, gecommercialiseerd als "Mineralquelle Willems". Na de oorlog kwam het bedrijf weer in handen van de familie Dubocquet. Naast bronwater produceerde men ondertussen ook limonades, alle gekend onder de naam "La Willemoise". Een derde generatie leidde het bedrijf in de jaren 60. Het bedrijf had een afzet in hele omgeving, maar moderne strengere hygiënische regels, vervuiling in de omgeving, en technische eisen, maakten het moeilijker voor het bedrijf, en in 1985 staakte men de activiteiten. Een deel van de gebouwen werd ontmanteld, en in de plaats kwam een Renaultgarage.

## Bezienswaardigheden
- In het westen van het gehucht begint de kasseistrook van Hem, een kasseistrook uit de wielerwedstrijd Parijs-Roubaix.